# Diopisthoporus
Diopisthoporus (лат.) — род бескишечных турбеллярий (Acoela), единственный в семействе Diopisthoporidae. По данным 2016 года, это семейство является сестринской группой всем остальным таксонам класса.

## Описание
Мелкие многоклеточные животные. Как и прочие бескишечные турбеллярии не имеют кишечника, в качестве основного органа пищеварения выступает центральный синцитий. В отличие от большинства видов класса, у которых ротовое отверстие открывается прямо в синцитиум, у представителей Diopisthoporus имеется глотка, покрытая ресничками. Другая особенность Diopisthoporus состоит в том, что их ротовое отверстие расположено на каудальном конце животного.

## Классификация
На май 2018 года в род включают 5 видов:
- Diopisthoporus brachypharyngeus Dörjes, 1968
- Diopisthoporus gymnopharyngeus Smith & Tyler, 1985
- Diopisthoporus lofolitis Hooge & Smith, 2004
- Diopisthoporus longitubus Westblad, 1940
- Diopisthoporus psammophilus Dörjes, 1968